# William Torres
William Torres (født 22. februar 1975 i El Salvador) er en assistentdommer i fodbold. Han er uddannet som veterinær, men har været FIFAdommer siden 2006. Han var assistentdommer under VM 2010.
| Biografi | Spire Denne biografi om en fodbolddommer er en spire som bør udbygges. Du er velkommen til at hjælpe Wikipedia ved at udvide den. |